# Pseudonaja inframacula
Pseudonaja inframacula är en ormart som beskrevs av Waite 1925. Pseudonaja inframacula ingår i släktet Pseudonaja och familjen giftsnokar och underfamiljen havsormar. Inga underarter finns listade i Catalogue of Life.
Denna orm förekommer i Australien i södra South Australia och i angränsande områden av Western Australia. Habitatet varierar mellan hedområden, buskskogar, öppna skogar och jordbruksmark. Individerna är dagaktiva. Honor lägger ägg.
För beståndet är inga hot kända. Hela populationen antas vara stabil. IUCN listar arten som livskraftig (LC).